# Bimbini
Bimbini är en ort i Komorerna.   Den ligger i distriktet Anjouan, i den västra delen av landet, 120 km sydost om huvudstaden Moroni. Bimbini ligger 151 meter över havet och antalet invånare är 2 052. Den ligger på ön Anjouan.
Terrängen runt Bimbini är kuperad åt sydost, men åt nordväst är den platt. Havet är nära Bimbini västerut.  Närmaste större samhälle är Sima, 4,5 km öster om Bimbini. 